# یاکوبووو (استان پودلاسکی)
یاکوبووو (به لاتین: Jakubowo) یک روستا در لهستان است که در گمینا دوبیچه تسرکیونه واقع شده‌است.